# Mo Cowan

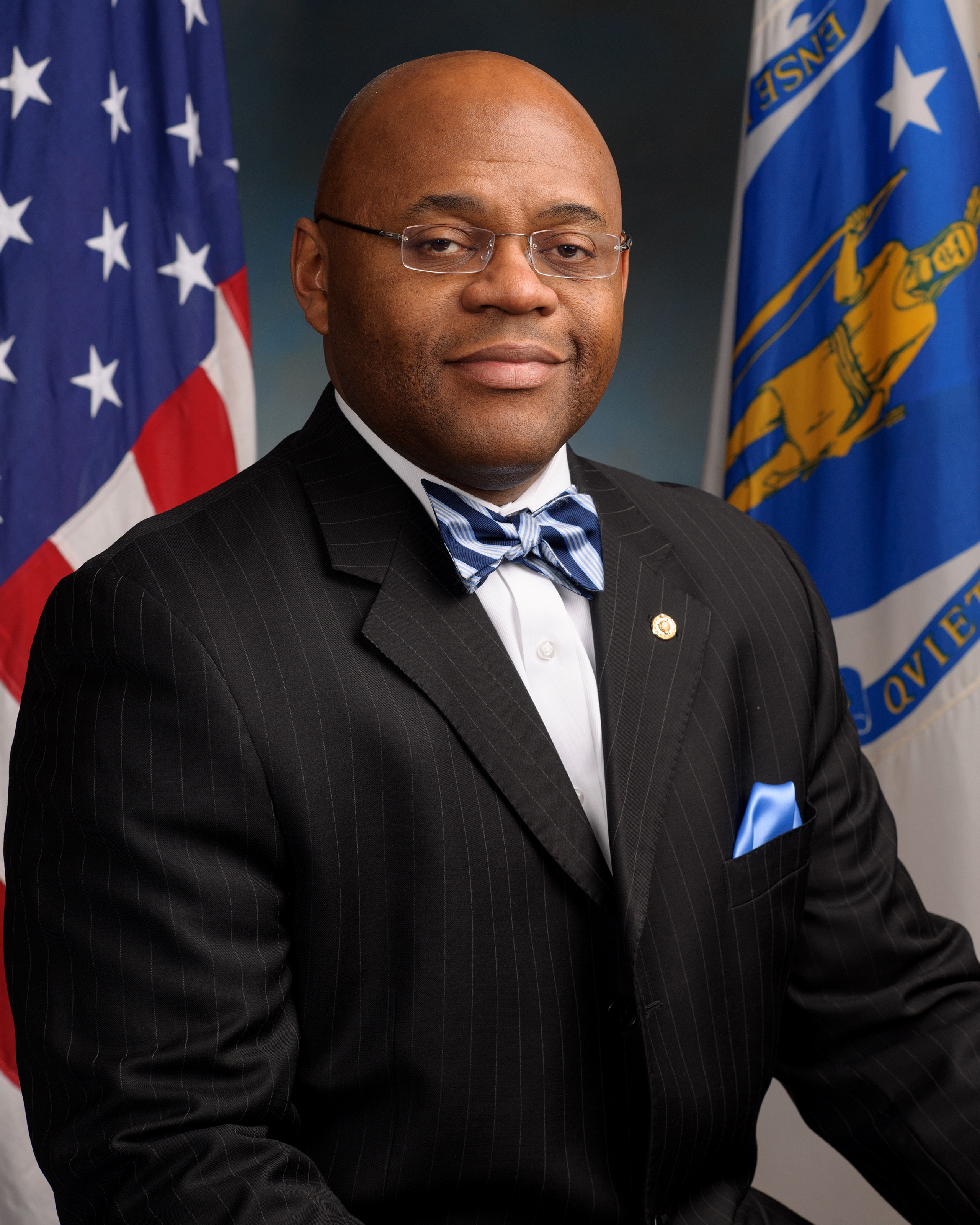
Mo Cowan (2013)

William „Mo“ Cowan (* 4. April 1969 in Yadkinville, North Carolina) ist ein US-amerikanischer Politiker. Vom 1. Februar 2013 bis zum 16. Juli desselben Jahres vertrat er (als zweiter Afroamerikaner) den Bundesstaat Massachusetts im Senat der Vereinigten Staaten.
Nach seinem Ausscheiden aus dem US-Senat arbeitet er wieder als Anwalt.

## Leben und Ausbildung
Cowan, der Sohn eines Maschinisten und einer Näherin, wuchs in Yadkinville (North Carolina) auf, einer Stadt, die damals noch weitgehend rassengetrennt und vom Ku-Klux-Klan dominiert war. Cowan war 16 Jahre alt, als sein Vater starb. Er absolvierte die Forbush High School und gelangte als erster Absolvent dieser Institution an die renommierte Duke University.
Nachdem er zunächst Arzt werden wollte, änderte er sein Berufsziel während des Studiums und erlangte den Bachelorgrad im Fach Soziologie. Anschließend studierte er Jura an der Northeastern University in Boston (Abschluss 1994).
Cowan ist mit der Rechtsanwältin Stacy Cowan verheiratet und hat mit ihr zwei Söhne. Er wohnt in Stoughton (Massachusetts).

## Beruf und Karriere

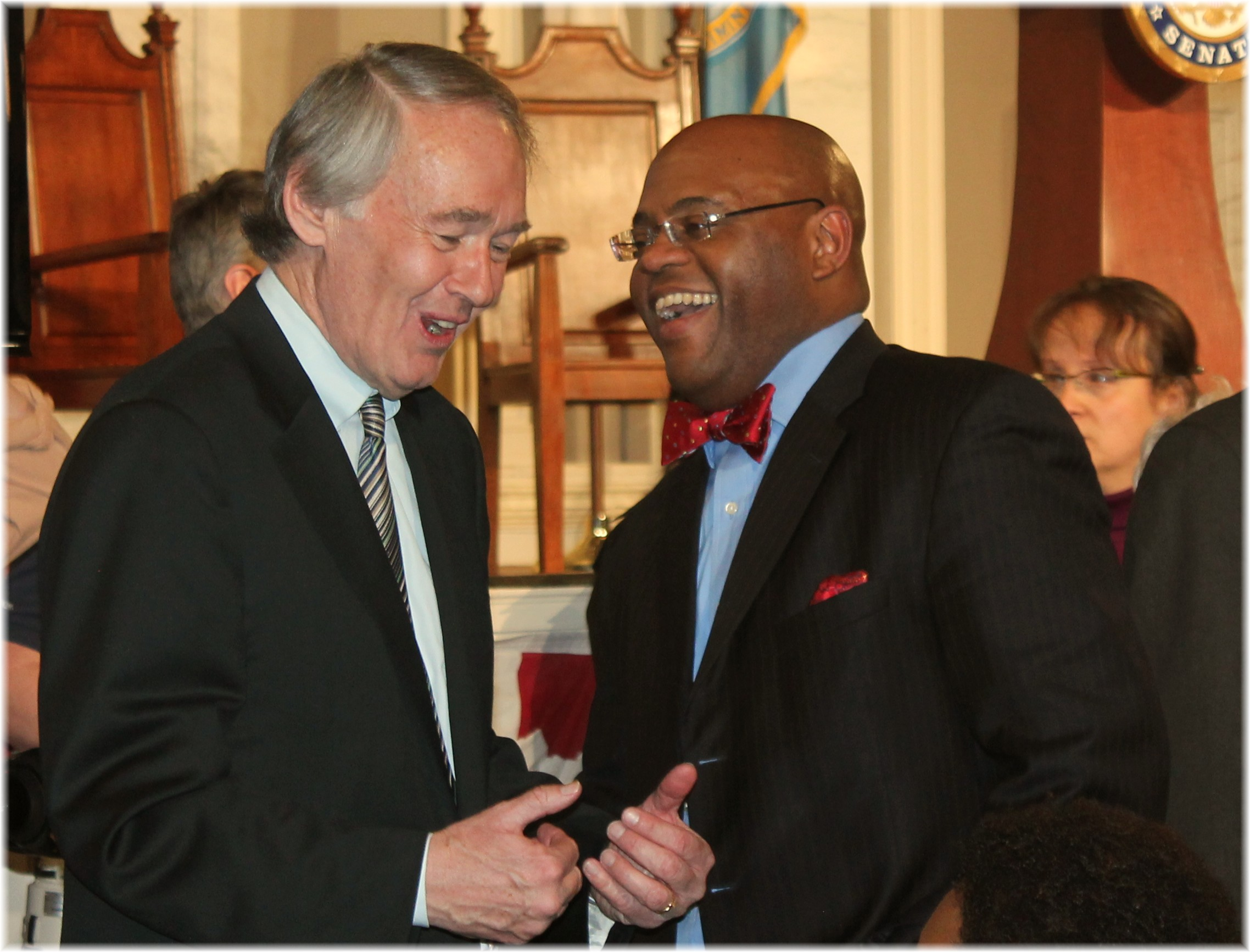
Mo Cowan (rechts) mit seinem späteren Nachfolger Ed Markey (2013)

Zunächst wurde Cowan 1997 Anwalt in der Bostoner Großkanzlei Mintz & Levin, bevor er 2009 unter Deval Patrick in die Bundesstaatsverwaltung von Massachusetts eintrat. Zunächst war er Chefjustiziar für Gouverneur Patrick, dann von 2011 bis November 2012 sein Stabschef. Er verließ diesen Posten, um wieder in die Privatwirtschaft zurückzukehren.
Nach seinem fünfmonatigen Mandat im US-Senat 2013 kehrte Cowan als Anwalt in die viertgrößte Bostoner Kanzlei Mintz, Levin, Cohn, Ferris, Glovsky, and Popeo als stellvertretender Direktor zurück und tritt öffentlich kaum noch in Erscheinung, lobt aber die prominente Rolle der Senatorin Elizabeth Warren im progressiven Flügel der Demokraten.

## Politische Ämter
Am 30. Januar 2013 ernannte ihn Patrick zum US-Senator. Er trat die Nachfolge des zum Außenminister ernannten John Kerry an und schloss eine eigene Kandidatur für die Nachwahl dieses Amtes im Juni 2013 aus, weshalb sein Mandat von Beginn an auf wenige Monate begrenzt war und er am 16. Juli 2013 mit der Vereidigung seines gewählten Nachfolgers Ed Markey aus seinem Amt schied.